# Emilio P. Miraglia
Emilio P. Miraglia (Casarano, 1º gennaio 1924 – Roma, 26 agosto 1982) è stato un regista italiano.

## Biografia
Inizia a lavorare nel mondo del cinema come assistente alla regia e tecnico di ripresa, e con questo bagaglio culturale crea sceneggiature tipiche dei film di genere italiani.
Tra i suoi film più famosi i due gialli dei primi anni settanta, La notte che Evelyn uscì dalla tomba (1971) e La dama rossa uccide sette volte (1972).

## Filmografia
- Assassination (1967)
- Quella carogna dell'ispettore Sterling (1968)
- A qualsiasi prezzo (1968)
- La notte che Evelyn uscì dalla tomba (1971)
- Spara Joe... e così sia! (1972)
- La dama rossa uccide sette volte (1972)